# Arizona Muse
Arizona Muse (Tucson, 18 de septiembre de 1988) es una modelo estadounidense nacida en Tucson, Arizona, y criada en Santa Fe, Nuevo México.

## Carrera
Muse empezó a modelar desde su adolescencia pero su carrera como profesional no inició hasta que tuvo a su hijo Nikko en 2009 con el estilista Manuel Quintana. 
Muse ha aparecido en editoriales en francés, inglés, chino, coreano, portugués, español, ruso e italiano de las revistas  Vogue, W, V, Numéro y Dazed & Confused. La edición de marzo de 2011 de Dazed & Confused fue dedicada especialmente a ella.
También ha aparecido en la portada de la revista Vogue en su edición para China, Australia, España, Grecia, Corea, México, Portugal, Rusia, Turquía y Ucrania. En noviembre de 2011 apareció en la portada de Vogue París (fotografiada por Inez van Lamsweerde y Vinoodh Matadin).